# 宮崎市立大塚中学校
宮崎市立大塚中学校（みやざきしりつ おおつかちゅうがっこう）は、宮崎県宮崎市大塚町鎌ヶ迫にある公立中学校。県内でも2、3番目の生徒数を誇る大規模校である。

## 概要
- 生徒数738名
- 学級数25個（通常学級23、特別支援学級2）
- 職員数42名

（2009年4月1日現在）

### 沿革
- 1981年4月1日 - 大淀中学校から分離し開校。
- 1992年4月1日 - 生目台中学校が分離し開校。

### 部活動
- 陸上競技部（男女混）

- バスケット（男・女）
- バレー（男・女）
- 吹奏楽部
- ソフトテニス（男・女）
- バドミントン（男女混）
- ソフトボール（女子）
- 剣道部（男・女）

など

## 通学区域
- 大塚小学校 通学区域
- 江南小学校 通学区域

## 交通
- 宮崎交通バス 「西の原」停留所より徒歩8分。

## 主な卒業生
- 赤川克紀（元プロ野球選手）
- 武井俊輔（衆議院議員）
- 東村アキコ（漫画家）